# Bramus
Bramus (Pomel, 1892) è un genere di roditori della famiglia dei Cricetidi.

## Descrizione

### Dimensioni
Al genere Bramus appartengono roditori di piccole dimensioni, con lunghezza della testa e del corpo tra 98 e 130 mm, la lunghezza della coda tra 7 e 16 mm e un peso di 84 g.

### Caratteristiche craniche e dentarie
Il cranio mostra estreme specializzazioni fossorie, avendo un profilo a cuneo, con gli incisivi superiori bianchi che si estendono fuori dal muso oltre le ossa nasali e il rostro assottigliato. É presente la cresta sagittale. Il terzo molare superiore ed inferiore è molto ridotto, più dei secondi.
Sono caratterizzati dalla seguente formula dentaria:

### Aspetto
Il corpo è cilindrico, adattamento ad una vita prevalentemente fossoria. La pelliccia è corta, densa e vellutata. Le parti dorsali sono bruno-rossicce, rosate, giallo-brunastre op brunastre, mentre quelle inferiori variano dal grigiastro al biancastro. Talvolta è presente una maschera facciale più scura. Gli occhi sono piccoli, le orecchie sono rudimentali. Le zampe non sono particolarmente sviluppate, le dita sono munite di artigli veramente piccoli. I lati delle zampe sono frangiati con corte setole. Il pollice non è particolarmente ridotto. La coda è molto corta e completamente ricoperta di setole che formano un lungo ciuffo all'estremità. Le femmine hanno 4 paia di mammelle. In  B.lutescens è assente il cromosoma Y.

## Distribuzione
Il genere è diffuso in Asia centrale, dalla Turchia fino al Pakistan.

## Tassonomia
Il genere comprende 2 specie.
- Bramus fuscocapillus
- Bramus lutescens